# Albert de Pourtalès
Le comte Albert Alexandre de Pourtalès  (Paris 1812 - Paris 1861), né citoyen suisse originaire de Neuchâtel, devint diplomate pour le royaume de Prusse.

## Généalogie
Il est le fils aîné du capitaine suisse (Jules Henri Charles) Frédéric de Pourtalès (1779-1861), qui fut aide de camp du prince de Neuchâtel, aide de camp du général Bachmann qui commandait toute l’armée helvétique. Il participa aux côtés de la Grande-Armée de Napoléon Ier aux divers conflits européens (Espagne, Autriche) et occupa de hautes fonctions à la Cour de Prusse à Berlin.
Sa mère s’appelait Marie-Louise-Elisabeth de Castellane-Norante.
Il est le petit-fils de Jacques-Louis de Pourtalès (1722-1814), négociant et banquier à Neuchâtel, et fondateur de l'Hôpital Pourtalès de Neuchâtel.
Il eut un frère cadet prénommé Guillaume (1815-1889).

## Biographie
Albert fit ses premières études dans la maison familiale puis les continua à Genève, où il se lia d’amitié avec Charles Joseph Latrobe. Il a pour précepteur le neuchâtelois César-Henri Monvert.
Par la suite, il quitta Genève avec son ami Charles La Trobe. Ils se rendirent en Amérique du Nord où ils voyagèrent en compagnie de l’écrivain américain Washington Irving à travers les États-Unis.
À son retour d’Amérique, Albert de Pourtalès embrassa la carrière diplomatique. Il devint rapidement ministre plénipotentiaire de la Prusse à Constantinople. 
Il se maria avec la fille de la famille Bethmann-Hollweg, Anne Frédérique Cécile (1827-1892).
Il s’engagea en politique du  côté de l’opposition libérale. Ses prises de position publique abrégèrent sa carrière de diplomate. Il se retira à Venise et en Suisse tant qu’il fut en opposition avec le régime prussien de Berlin.
L’accession d’un nouveau roi et d’une nouvelle régence lui ouvrit de nouveau les portes de la carrière diplomatique. Il devint envoyé extraordinaire et ministre plénipotentiaire de la Prusse à Paris. La Prusse avait en lui un diplomate éminent pour qui fut envisagé, un temps, le poste de Premier ministre.
Le 29 janvier 1861, Albert de Pourtalès apprend la mort de son père en Suisse à l’âge de quatre-vingt-deux ans.
La même année, le 18 décembre 1861, Albert de Pourtalès meurt à son tour subitement à Paris. Ses funérailles eurent lieu le 22 décembre dans une chapelle ardente installée à la légation diplomatique de la Prusse à Paris. Le deuil fut conduit par le frère cadet du défunt, Guillaume de Pourtalès. Le futur chancelier impérial, le comte Otto von Bismarck, lui succède à l'ambassade de Prusse à Paris.

## Pour approfondir